# Montbellet
Montbellet è un comune francese di 799 abitanti situato nel dipartimento della Saona e Loira nella regione della Borgogna-Franca Contea.

## Amministrazione

### Gemellaggi
Per la sua frazione di Saint-Oyen, dal 2002 Montbellet è gemellato con:
- Saint-Oyen (Francia);
- Saint-Oyens;
- Saint-Oyen (Italia).

## Società

### Evoluzione demografica
Abitanti censiti

## Monumenti e luoghi d'interesse

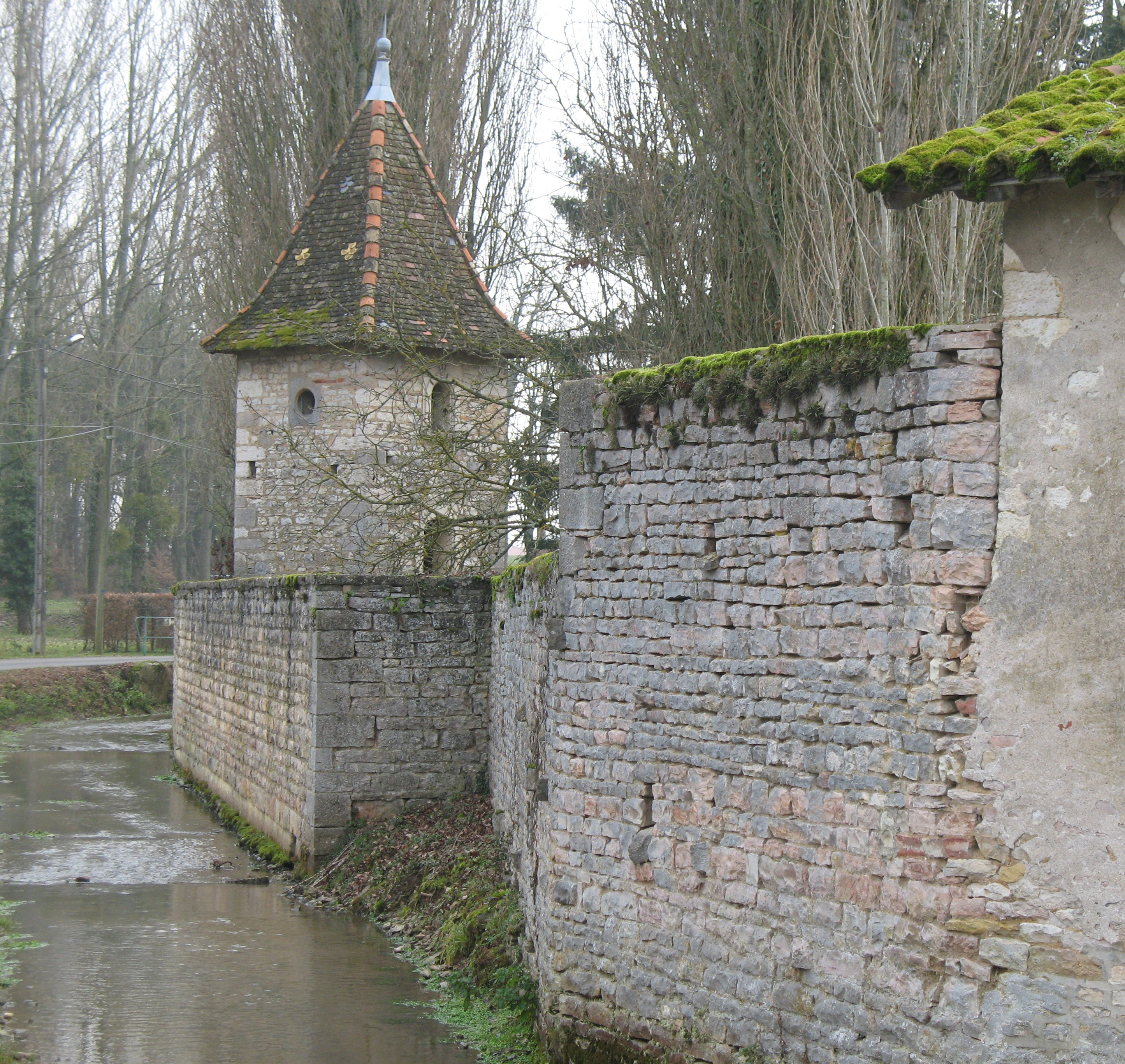
Château de Mercey

Sul comune di Montbellet vi sono il Castello di Buffières del XIII secolo ed il Castello di Mercey del XV secolo.
Nella frazione di Mercey si trova una cappella dell'Ordine templare, parte di una commenda del XIII secolo (Commanderie Sainte-Catherine). La cappella è costituita da tre campate della navata, sostenute da contrafforti. Lungo la parete interna della navata vi è un fregio di figure dipinte, la cui esecuzione è stata interrotta al momento della soppressione dell'Ordine da Filippo il Bello.